# Fissidens kosaninii
Fissidens kosaninii är en bladmossart som beskrevs av Albert Latzel 1931. 
Fissidens kosaninii ingår i släktet fickmossor, och familjen Fissidentaceae. Inga underarter finns listade i Catalogue of Life.